# 대한민국의 사적
사적(史蹟)은 기념물 가운데 선사시대의 유적 및 고분, 정치 및 전쟁에 관한 유적, 제사ㆍ신앙에 관한 유적, 산업ㆍ교통ㆍ토목에 관한 유적, 교육ㆍ사회사업 관계 유적, 분묘와 비석 등의 유적으로 중요한 것을 말한다.
사적 일련번호는 제560호까지 지정되어 있으며, 2021년 11월 19일 문화재 관련 법령의 개정으로 더 이상 지정되지 않는다.

## 지정 목록
사적으로 처음 지정된 시기별로 분류한다.
- 1960년대 (1963년~1969년)
- 1970년대 (1970년~1979년)
- 1980년대 (1980년~1989년)
- 1990년대 (1990년~1999년)
- 2000년대 (2000년~2009년)
- 2010년대 (2010년~2019년)
- 2020년대 (2020년~2029년)

## 같이 보기
- 대한민국의 문화재
- 대한민국의 국보
- 대한민국의 보물
- 대한민국의 천연기념물
- 대한민국의 명승
- 대한민국의 국가무형문화재
- 대한민국의 중요민속문화재